# 192 (število)
192 (stó dvádévetdeset) je naravno število, za katerega velja 192 = 191 + 1 = 193 - 1.

## V matematiki
- sestavljeno število
- vsota desetih zaporednih praštevil: 192 = 5 + 7 + 11 + 13 + 17 + 19 + 23 + 29 + 31 + 37
- najmanše število za katero ima 14 deliteljev.
- Harshadovo število
- Zumkellerjevo število.